# Tomas Pettersson
Tomas Rune Pettersson (Vårgårda, Västra Götaland, 15 de maig de 1947) és un ciclista suec, ja retirat, que fou professional entre 1970 i 1973. És germà dels també ciclistes Erik, Gösta i Sture Pettersson.
El 1968, com a ciclista amateur, va prendre part en els Jocs Olímpics de Ciutat de Mèxic, en què guanyà una medalla de plata en la contrarellotge per equips, formant equip amb els seus germans.
En el seu palmarès destaquen tres campionats mundials de contrarellotge per equips amateurs i nombrosos campionats nacionals, molt d'ells en companyia dels seus germans. Com a professional destaquen les victòries en el Trofeu Baracchi, una etapa de la Tirreno-Adriatico i del Tour de Romandia.

## Palmarès
- 1964
  -  Campió de Suècia de contrarellotge per equip júnior, amb Hans Knutsson i Lennart Johansson
- 1965
  -  Campió de Suècia de contrarellotge per equip, amb Sture Pettersson i Erik Pettersson
  -  Campió de Suècia en ruta júnior
  -  Campió de Suècia de contrarellotge individual júnior
- 1966
  - 1r a Solleröloppet
  - 1r a Nordisk Mesterskab de contrarellotge per equip, amb Erik, Gösta i Sture Pettersson
- 1967
  -  Campió del món de contrarellotge per equip amateur amb Erik, Gösta i Sture Pettersson
  - 1r a Nordisk Mesterskab de contrarellotge per equip, amb Erik, Gösta i Sture Pettersson
- 1968
  -  Campió del món de contrarellotge per equip amateur amb Erik, Gösta i Sture Pettersson
  -  Campió de Suècia de contrarellotge individual
  - 1r a Nordisk Mesterskab en ruta
  - 1r a Nordisk Mesterskab de contrarellotge per equip, amb Erik, Gösta i Sture Pettersson
  -  Medalla de plata als Jocs Olímpics de Ciutat de Mèxic en contrarellotge per equips
  - Vencedor d'una etapa de la Milk Race
- 1969
  -  Campió del món de contrarellotge per equip amateur amb Erik, Gösta i Sture Pettersson
  -  Campió de Suècia de contrarellotge per equip, amb Erik, Gösta Pettersson
  - 1r a Nordisk Mesterskab de contrarellotge per equip, amb Erik, Gösta i Sture Pettersson
  - Vencedor d'una etapa del Tour de l'Avenir
- 1970
  - 1r al Trofeu Baracchi, amb Gösta Pettersson
- 1971
  - Vencedor d'una etapa del Tour de Romandia
- 1972
  - Vencedor d'una etapa de la Tirreno-Adriatico

### Resultats al Tour de França
- 1970. 36è de la classificació general
- 1971. Abandona (17a etapa)

### Resultats al Giro d'Itàlia
- 1972. 41è de la classificació general